# كريستوفر راموس دي لا فلور
كريستوفر راموس دي لا فلور (بالإسبانية: Christopher Ramos de la Flor)‏ هو لاعب كرة قدم إسباني، ولد في 18 يناير 1997 في قادس في إسبانيا. لعب مع ريال بلد الوليد.

## وصلات خارجية
- كريستوفر راموس دي لا فلور على موقع Soccerway.com (الإنجليزية)